# San Pietro in Vincoli (Ravenna)
San Pietro in Vincoli (San Pír a Vèncul in romagnolo) è una frazione del comune di Ravenna, sede di delegazione comunale. Ecclesiasticamente, appartiene invece alla diocesi di Forlì.
Il suo territorio, insieme a quello di altre frazioni limitrofe, forma una delle 10 circoscrizioni in cui è suddiviso il comune stesso (anch'essa chiamata San Pietro in Vincoli), che comprende anche le frazioni di Santo Stefano, Carraie, Durazzano, San Pietro in Campiano, Campiano, Ducenta, Massa Castello, Gambellara e Bastia.
Nella frazione di San Pietro in Vincoli vivono 2 670 abitanti, pari al 20% dell'intera popolazione della delegazione. Per numero di abitanti è il centro più importante nella zona a Sud di Ravenna. 
San Pietro in Vincoli è situato ai confini con la provincia di Forlì-Cesena, dista 15 km da Ravenna, 15 km da Forlì e 23 km da Cesena.

## Storia
I rinvenimenti archeologici attestano la frequentazione del territorio in età romana: da qui proviene una stele funeraria dei Marii, oggi conservata al Museo nazionale di Ravenna, e un mosaico geometrico in tessere bianche e nere, probabilmente appartenente ad una villa romana del II-III secolo. Sono visibili tracce dell'antica centuriazione del territorio, impostata sulla via Emilia.
In epoca medioevale il territorio era paludoso, attraversato dal fiume Ronco (allora noto come "Riondino"), che separava la diocesi di Forlì da quella di Ravenna
Il nome del paese deriva da quello di un ospizio per pellegrini costruito all'inizio dell'XI secolo (1035-1038) dal re Stefano I d'Ungheria e appartenente alla diocesi di Ravenna: divenuto in seguito abbazia, fu in possesso dei benedettini nel XII secolo e dei camaldolesi nel XIII e comprendeva strutture per l'alloggio e una piccola chiesa. La chiesa abbaziale perse la sua funzione nel 1604. Le strutture, espropriate dal Regno d'Italia, passarono in mano ai privati e andarono in rovina.
Alla diocesi di Forlì apparteneva invece la pieve di San Lorenzo in Vado Rondino (odierna chiesa parrocchiale di San Pietro in Vincoli), il cui nome derivava dalla vicinanza ad un antico guado (vado) del fiume.
Per volontà dell'allora vescovo di Forlì, Raimondo Jaffei, molto legato al vescovo di Ravenna Guido Maria Conforti, fondatore della Pia Società di San Francesco Saverio per le Missioni Estere, il 12 ottobre 1932 i Saveriani entrarono nella loro casa di San Pietro in Vincoli (diocesi di Forlì).

## Luoghi di interesse
- Chiesa parrocchiale di San Pietro in Vincoli: originariamente pieve di San Lorenzo in Vado Rondino, è menzionata per la prima volta nel 966, e indicata con il nome di San Pietro in Vincoli a partire dal XIV secolo. Venne ricostruita nel 1863 dopo il terremoto del 1861. Anche l'originario campanile romanico, del 1179, distrutto nella seconda guerra mondiale, è stato ricostruito modernamente nel 1952-54 dall'architetto Giuseppe Zander.[4]

- Villa Gamba-Vignuzzi: costruita nel XVIII secolo dai conti Gamba di Ravenna, appartenne in seguito alla famiglia Vignuzzi e passò quindi ai padri missionari saveriani che ne fecero prima un seminario e quindi una casa di riposo per i missionari. Nei pressi si trova l'oratorio della villa, dedicato a Santa Teresa d'Avila.
- Villa Jole: costruita alla fine del XVIII secolo appartenne alle famiglie Donati, Ghigi e Triossi e comprende un parco con alberi secolari dove sono collocate varie strutture di servizio.
- Villa Triossi: appartenuta alla famiglia Donati è una costruzione a tre piani in stile neoclassico, affiancata da un oratorio dedicato a San Bartolomeo apostolo e da una struttura di servizio. Conserva arredi del XVIII e XIX secolo.